# Genaro Palau
Genaro Palau Romero (Torrente, 1868-Valencia, 1 de febrero de 1933) fue un pintor, ilustrador y cartelista español.

## Biografía
Hijo de José Palau Miranda y Pascuala Romero, manifestó pronto sus dotes artísticas e ingresó joven en la Escuela de Bellas Artes de San Carlos en Valencia.
Ganó su primer premio en pintura en su ciudad natal con tan solo doce años y poco después, aún adolescente, mostraba sus obras en Valencia. Gracias a una campaña de donación y venta de cuadros organizada por artistas valencianos pudo redimir en metálico el servicio militar. Se casó a finales del siglo XIX con Berta Díaz Benjumea, a quien conoció en Sevilla y con la que tuvo cuatro hijos. Su estancia en esta localidad y en Granada marcó su posterior trabajo como cartelista y pintor taurino. De regreso en Valencia, accedió como profesor auxiliar en la Escuela de San Carlos, donde alcanzó la cátedra de perspectiva y paisaje en 1927 y, al año siguiente, fue nombrado director del centro.
A Palau se le sitúa como miembro de la escuela valenciana de pintura de la segunda mitad del siglo XIX —con Sorolla como el más conocido y genuino representante, del que fue compañero de clase— dentro del movimiento modernista de la pintura española de la época. Sus pinturas de jardines tienen claras influencias de Santiago Rusiñol, con quien mantenía una buena relación. También se distinguió por sus marinas, como paisajista y cartelista de toros, siendo uno de los habituales para las ferias y festejos de la ciudad de Valencia; sin abandonar la tauromaquia es reconocido por sus oleos a distintos toreros como Joselito El Gallo (Joselito con el capote) y fue el primero en fijar la figura de la mujer en sus obras sobre el mundo del toreo. Finalmente, como ilustrador trabajó en distintas publicaciones como La Esfera, Blanco y Negro o La Semana gráfica.
Además de en colecciones particulares, sus obras se encuentran en el Museo de Bellas Artes de Valencia, Museo Nacional de Cerámica González Martí, Museo Taurino, la colección de la Real Maestranza de Caballería de Sevilla o la plaza de toros de Sevilla.